# 高畑山 (山梨県)
高畑山（たかはたやま）は、山梨県大月市と都留市の境にある山。標高は981.9メートル。100メートルほど東にあるピークに上野原市との境があり、日本山岳会の『新日本山岳誌』では実質的には3市の境界としている。

## 概要
相模川水系の桂川の南側に連なる秋山山系の一つ。山名は焼畑からきているとも言われる。
山頂からの展望に恵まれ、富士山の眺望は秀麗富嶽十二景の一つに選定されている。
中央線の駅から直接徒歩で登頂できることから、桂川の北側の百蔵山や扇山、東側の倉岳山とともに登山者の多い山である。

## 主な登山コース
- JR東日本中央本線鳥沢駅から。
  - 穴路峠を経由して山頂まで2時間35分[2]。
  - 石仏を経由して山頂まで2時間20分[2]。
- 旧秋山村方面から。
  - 赤倉岳バス停から天神山を経由するコース

## 近隣の山
- 倉岳山